# Isbister Holm
Pour les articles homonymes, voir Isbister et Holm.
Isbister Holm est une île située à environ 1,5 km à l'est de l'île de Whalsay, dans l'archipel des Shetland, en Écosse. 

## Toponymie
Le nom de l'île est composé de Isbister (anciennement Osbuster et Usbuster), peut-être dérivé du vieux-norrois austr bólstaðr « ferme de l'est », et de Holm, dérivé du vieux norrois holmr « île, îlot ».

## Description
Il s'agit d'une île inhabitée quasiment dépourvue de végétation située à environ 1,5 km à l'est du hameau d'Isbister (en), situé dans l'île de Whalsay. Elle mesure environ 500 m de longueur pour environ 250 m de largeur ; son point culminant est à 20 mètres (65 feet high).
À environ 500 m au nord-est se trouve l'île de Mooa.

### Article annexe
- Liste des îles des Shetland